# 杜齊芳
杜齊芳（1590年11月30日—1646年），字元樺，號雲盤，河南歸德府睢州柘城縣人，明朝政治人物。

## 生平
萬曆三十四年（1606年）丙午科鄉試第47名舉人，萬曆四十七年己未科詩三房會試中式第340名，殿試三甲第143名，吏部觀政，四十八年庚申授山西平陽府推官，天啟元年辛酉山西本省同考，五年乙丑考選授刑科給事中，巡視皇城，為民，崇禎元年戊辰起刑科右給事中，升兵科左給事中，二年己巳升刑科都給事中，三年庚午革職，四年遣戍